# Petra De Sutter
Petra De Sutter, född 10 juni 1963, är en belgisk professor i gynekologi och politiker som blev utnämnd till landets vice premiärminister 2020. Hon är Europas första transperson på en ministerpost.

## Studier och akademisk karriär
År 1987 blev De Sutter utexaminerad som doktor på Gent universitet. År 1991 disputerade hon som doktor i biomedicin på samma universitet och 1994 specialiserade hon sig som gynekolog.
Sedan 2000 är hon professor i reproduktionsmedicin vid Gent universitetssjukhus.

## Politisk karriär
De Sutter ställde up i Europaparlamentsvalet 2014 men blev inte invald. Istället utnämnde partiet Groen henne som dess senator. Hon tillträdde ämbetet i juni 2014.
I nästa EU-valet valdes De Sutter som den enda MEP (member of European Parliament) av sitt parti till europaparlamentet med 143 377 röster.
Efter långa regeringsförhandlingar (sammanlagt 18 månader) utnämndes De Sutter som vice premiärminister i Belgien 1 oktober 2020.

## Privatliv
De Sutter började sin övergång till kvinna 2004. Hon är gift och har en son.